# Vous étiez belle, madame
Vous étiez belle, madame est une chanson écrite par Jean Dellene et Pascal Sevran sur une musique de Jean-Jacques Debout, et créée par Georgette Lemaire en 1968. C'est l'un des plus grands succès de sa carrière qui se vend aussitôt à grande échelle un peu partout en France
Cete chanson franchit les frontières, et Théodore Wilden l'évoque : « Vous étiez belle, madame ;  The voice of Georgette Lemaire emerges with its tang of sleepless nights, a voice quite wasted this morning in this mixture of ozone and sunshine, in an empty bistro where one of the waiters has just gone »
En 2010 avec la tournée Âge tendre et tête de bois Georgette Lemaire remonte sur scène, et son public fait chaque soir un triomphe à sa chanson Vous étiez belle, madame